# Tour des Flandres 1926
Le Tour des Flandres 1926 est la dixième édition du Tour des Flandres. La course a lieu le 21 mars 1926, avec un départ et une arrivée à Gand sur un parcours de 217 kilomètres.
Le vainqueur final est le coureur belge Denis Verschueren, qui s'impose au sprint devant ses compagnons d'échappée. Le Belges Gustave Van Slembrouck et Raymond Decorte terminent deuxième et troisième.

## Monts escaladés
- Tiegemberg
- Quaremont (Nouveau Quaremont)

## Classement final
|    | Coureur                | Pays       | Équipe                      | Temps           |
| -- | ---------------------- | ---------- | --------------------------- | --------------- |
| 1  | Denis Verschueren      | Belgique   | Wonder-Ravat                | 7 h 12 min 30 s |
| 2  | Gustave Van Slembrouck | Belgique   | J.B. Louvet-Wolber          | m. t.           |
| 3  | Raymond Decorte        | Belgique   | J.B.Louvet-Pouchois         | m. t.           |
| 4  | Julien Delbecque       | Belgique   | Armor-Dunlop                | m. t.           |
| 5  | Leon Parmentier        | Belgique   | Automoto-Hutchinson         | m. t.           |
| 6  | Omer Vermeulen         | Belgique   | Meteore-Wolber              | m. t.           |
| 7  | Gaston Rebry           | Belgique   | Peugeot-Dunlop              | m. t.           |
| 8  | Auguste Verdyck        | Belgique   | Automoto-Hutchinson         | + 2 min 30 s    |
| 9  | Nicolas Frantz         | Luxembourg | Alcyon-Dunlop               | + 6 min 00 s    |
| 10 | Jules Huyvaert         | Belgique   | La Française-Diamant-Dunlop | + 6 min 00 s    |